# 博日山脈

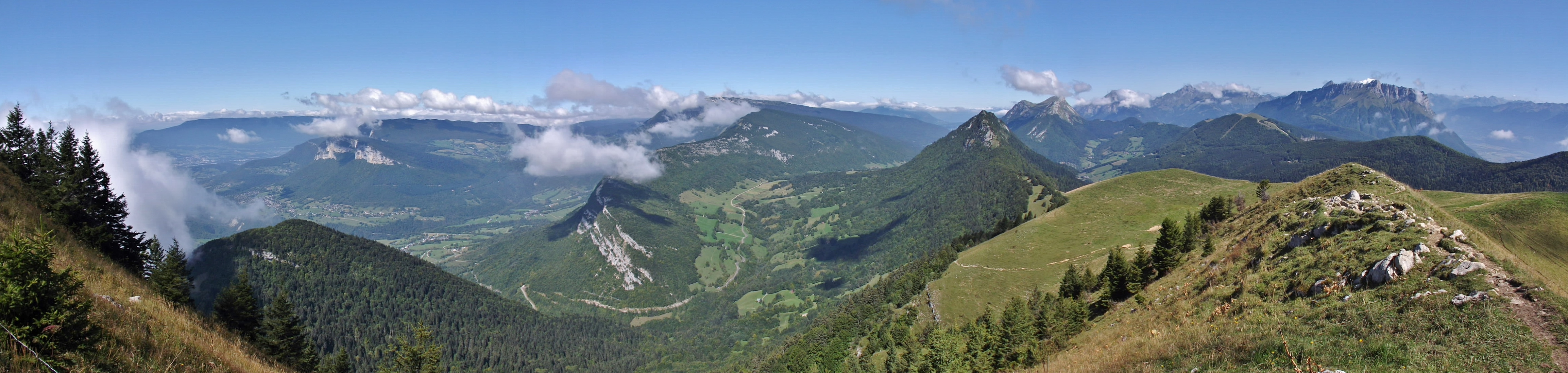
博日山脉南部

博日山脉地图

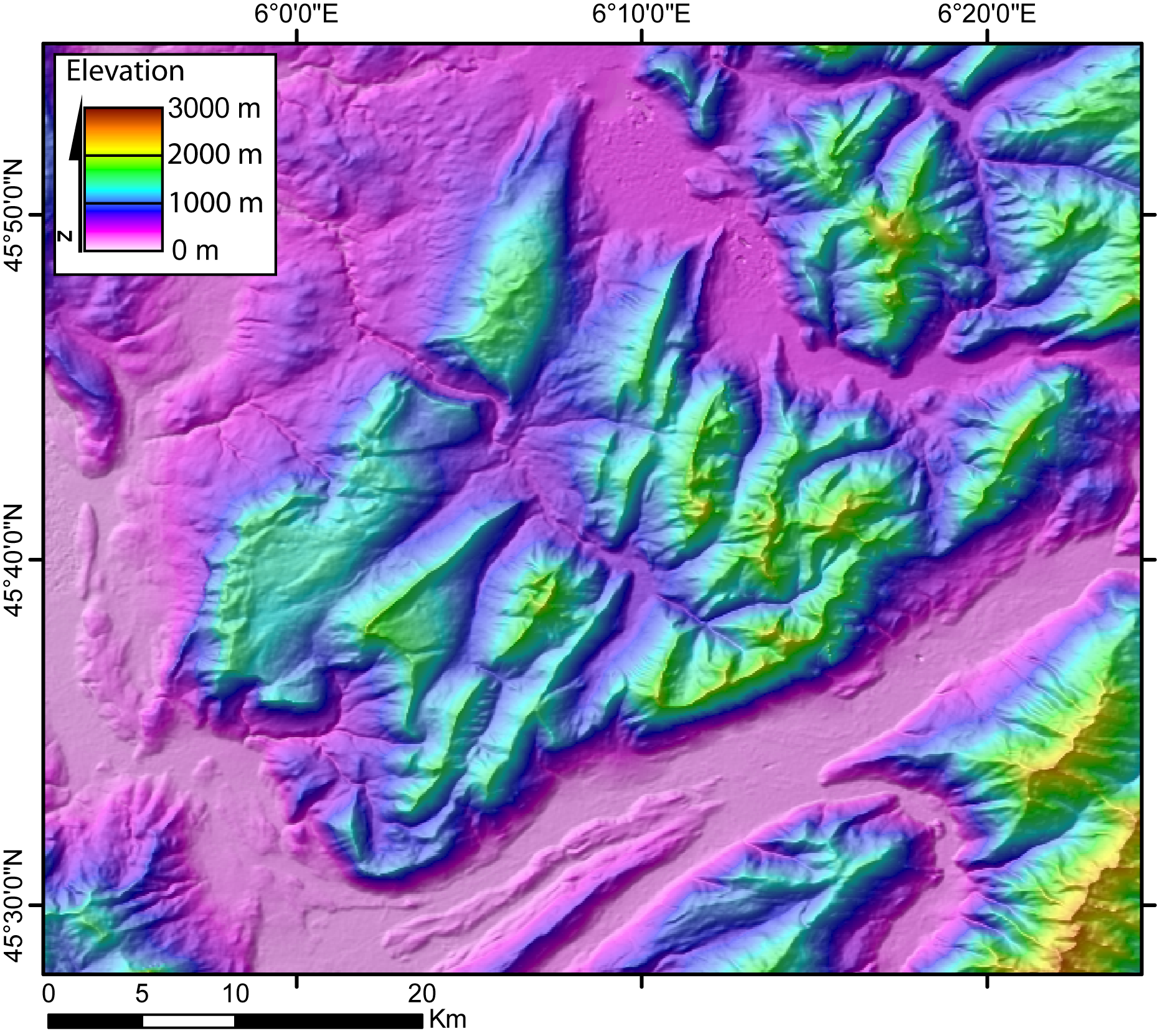

博日山脈（法語：Massif des Bauges，法語發音：[masif de boʒ]）是法國的山脈，位於該國東部奥弗涅-罗讷-阿尔卑斯大区，是法國前阿爾卑斯山脈的一部分，最高點海拔高度2,217米，山體由沉積岩組成。
45°38′N 6°10′E / 45.633°N 6.167°E